# بربارة نيسكي
بربارة نيسكي (13 يناير 1928 - 23 مارس 2025) هي مهندسة معمارية أمريكية شاركت في تأسيس رابطة نيسكي المعمارية مع زوجها جوليان نيسكي في مدينة نيويورك.

## تعليم
نشأت نيسكي في هايلاند بارك، نيو جيرسي. حصلت على شهادة البكالوريوس من كلية بينينجتون في عام 1949. خلال الفصل الدراسي الثالث من دراستها الجامعية تعرفت على روبرت دي نيرو.عاشت في منزل ينسون في ويليامزتاون، ماساتشوستس صممه مارسيل بروير واستلهم من العمارة المحلية قدر الإمكان. حصلت على درجة الماجستير في الهندسة المعمارية من كلية الدراسات العليا في جامعة هارفارد للتصميم التي كانت في ذلك الوقت تحت اشراف والتر غروبيوس. أنهت برنامج الثلاث سنوات في عامين ووجدت أن تكون امرأة في البرنامج «غرابة». أحد الأساتذة، هيو ستوبينز، لم يأخذها على محمل الجد، لم ينظرإلى رسوماتها أيضا «تجاهلها بمعنى الكلمة»

## مهنة
في عام 1952 بدأت نيسكي العمل في مكتب خوسيه لويس سيرت. عملت على خطط حضرية لاجل بوغوتا وهافانا. التقت بجوليان نيسكي بينما كان يعمل في مكتب سيرت، شريكها في التصميم في المستقبل وزوجها. تزوجا في عام 1954. انتقلوا إلى مكتب مارسيل بروير حيث صممت خططًا لمصنع في كندا، ومنزل في ولاية كونيتيكت، ومكتبة لكلية هنتر. في عام 1959، تعاونوا في المعرض الوطني الأمريكي في موسكو مع فريق التصميم الأمريكي الذي ضم بيتر بليك، باكمنستر فولر، تشارلز وراي ايمز.

## رابطة نيسكي
بدأوا شركتهم في أوائل الستينات وصمموا أكثر من 35 منزلاً، 25 منها كانت في هامبتونز، نيويورك. وكانت ممارستهم واحدة من الممارسات المتساوية مع كل من المشاركة الكاملة في جميع جوانب هذه الممارسة. أصبح عملهم معروف لاصحاب المنازل الحديثة. وقد حافظ نيسكي على مكتب صغير ليتمكن من إدارة جميع جوانب العمل بشكل أفضل، مع وجود يد مباشرة في كل مشروع. بربارة نيسكي كانت تدرس في معهد برات بين 1978-1992. أصبحت فيما بعد زميلة في المعهد الأمريكي للمهندسين المعماريين في عام 1985.